# Гетероним
Гетерони́м (от др.-греч. ἑτερώνυμος heterṓnymos < έτερος — другой + ὄνομα — имя; англ. Heteronym) — имя, которым автор подписывает часть своих произведений, выделенных по какому-либо признаку, в отличие от других произведений, подписываемых собственным именем или другим гетеронимом.

## Определение понятия
Понятию «гетероним» академический словарь современного испанского языка даёт следующее определение:

Созданная автором вымышленная литературная индивидуальность, которая обладает собственной биографией и особенным стилем.
Identidad literaria ficticia, creada por un autor, que le atribuye una biografía y un estilo particular.
Толкование других словарей приводит Е. С. Тейтельбаум:

автор-гетероним — автор, публикующий книгу под настоящим именем другого человека.— Большой словарь португальского языка. 1873.
также

так называют автора, публикующего книгу под реальным именем другого человека. Также используется для обозначения книги, которая публикуется под именем человека, не являющегося её автором.— Словарь  португальского языка под ред. Кандиду Фигейреду. 1949.

## Примеры использования
Зинаида Гиппиус выступала со стихами под собственным именем, тогда как критические статьи публиковала под «говорящим» гетеронимом Антон Крайний. Поэт Антонио Мачадо виртуозно использовал десятки подписей для своих произведений разного жанра. Антонина Максимова в диссертации о жизни и творчестве русского и американского композитора В. А. Дукельского упоминает три его гетеронима: Иван Ивин, Алан Лэйн и Вернон Дюк, когда последний стал официальным именем при принятии гражданства США.
И. В. Кукулин отмечает, что в русской литературе новейшего времени к гетеронимии активно обращался Павел Улитин. Гетеронимия часто встречается в массовой литературе, когда произведения одного и того же автора, принадлежащие к разным жанрам или циклам, подписываются разными именами для удобства читателя.

## Гетеронимы Фернанду Пессоа

Подпись Фернанду Пессоа

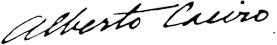
Подпись Алберту Каэйру

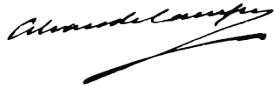
Подпись А́лвару де Кампуша

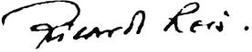
Подпись Рикарду Рейша

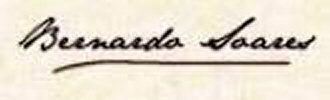
Подпись Бернарду Соареша

Список гетеронимов Фернанду Пессоа содержит от 70 до более 130 имён. Среди этих вымышленных Пессоа-ортонимом авторов присутствует Пессоа-гетероним — это ученик гетеронима Алберту Каэйру.
В 1978 году Е. А. Ряузова воспринимала трёх основных гетеронимов Пессоа (А́лвару де Кампуша, Алберту Каэйру, Рикарду Рейша) как псевдонимы (маски).
В 1994 году З. И. Плавскин писал об идее деперсонализации лирического высказывания Пессоа, которая получила «наиболее завершенную форму в гетеронимах, то есть лирических героях, максимально отстраненных от автора». Гетеронимы Пессоа — это вымышленные авторы, наделённые собственным характером, биографией и эстетическими пристрастиями.
В 1998 году И. А. Хохлова рассматривала А́лвару де Кампуша, Алберту Каэйру и Рикарду Рейша как «художнических двойников, с которыми поэт вступает всякий раз в диалог, чтобы создать модель индивида в зависимости от степени открытости последнего миру», и ведёт такой диалог «на уровне индивидуальностей, расщепляя свое собственное Я».
В случае с гетеронимами Пессоа имеет место либо выход за пределы собственного «Я», либо утрата собственного «Я» — деперсонализация и создание новой творческой личности, противостоящей своему создателю — ортониму. Таким образом, каждый гетероним Пессоа скорее всего отличается как от псевдонима, так и от литературной маски. В этом случае литературоведение сталкивается с такими нерешёнными вопросами философии, как самоидентификация и тождество личности. Так, например, Фернанду Пессоа значится автором-ортонимом «Книги непокоя» (точнее «Книги беспокойства» — Livro do Desassossego), одно из последних изданий которой в редакции Терезы Риты Лопес состоит из трёх книг. Художественные стили частей различны. Первая книга этой биографии без фактов написана гетеронимом Висенте Гедешем (Vicente Guedes) под сильным влиянием символизма, вторая выдержана в сухом тоне, когда её персонаж барон де Тейве (Barão de Teive) подводит итоги своей жизни, третья же составлена полугетеронимом Бернарду Соарешем (Bernardo Soares) в духе модернизма.
В 1928 году Пессоа писал, что ряд созданных им гетеронимов, полугетеронимов и ортонимов «ни в коем случае не могут рассматриваться как анонимы и псевдонимы». Согласно Е. С. Тейтельбаум, Фернанду Пессоа адаптировал понятие «гетероним», «заменив им понятие „псевдоним“ и тем самым подчеркнув онтологический статус созданных им персонажей, которые, превращаясь таким образом в реальных людей, становятся ответственными за содержание произведений, снимая эту ответственность с истинного автора». Е. С. Тейтельбаум цитирует слова А. Табукки:

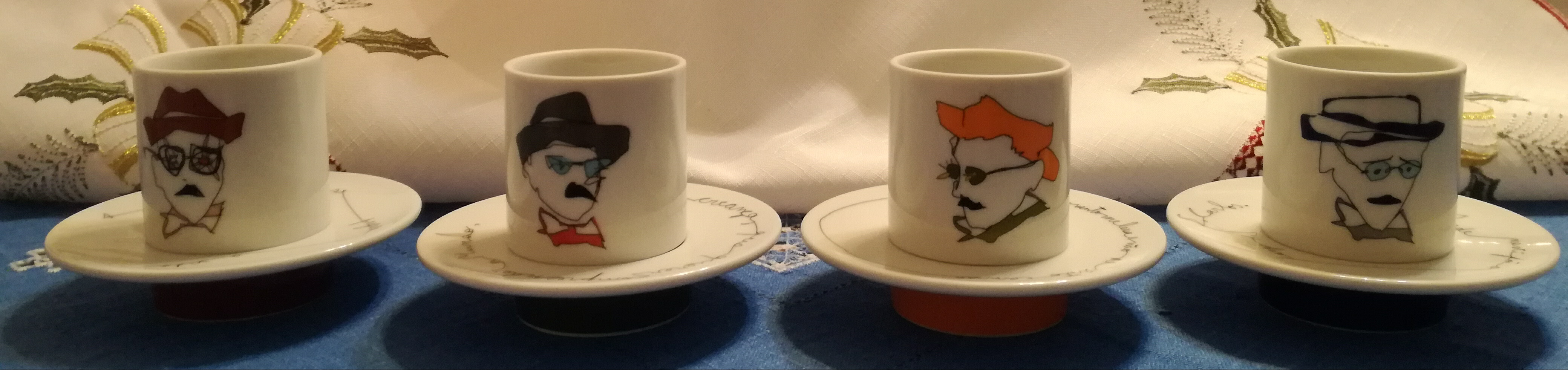
Набор бокалов с портретами Фернандо Пессоа, соответствующими его гетеронимам

Гетеронимия — это не просто метафорическая театральная гримерная, в которой «актер» Пессоа прячется, чтобы сменить маску и наряд, это своего рода «свободная зона» — terrain vague, магическая линия, которую Пессоа переступил, чтобы стать Другим, не переставая быть собой.— Tabucchi A. Wer war Fernando Pessoa? München/Wien, Hanser, 1992.

## Фальшивый гетероним Фернандо Пессоа
Португальский писатель Куэлью Паше́ку — современник Ф. Пессоа. Его подлинное имя более пятидесяти лет считалось именем полу-гетеронима Фернанду Пессоа. Его поэма «За другим океаном» включалась в антологии Ф. Пессоа как за рубежом, так и в России.

Ещё в прошлом веке, в 1989 году, вышло второе расширенное издание антологии произведений Пессоа и его масок-гетеронимов (Пессоа, 1989). В эту антологию был включён перевод Е. В. Витковским поэмы Куэлью Пашеку под названием «За пределом других океанов». В первом издании антологии (Пессоа, 1978) этого перевода ещё не было. В книге пояснялось, что это поэма ещё одного гетеронима-маски Пессоа.
Мы ни в коем случае не можем обвинять составителей антологии в некомпетентности. Ошибка была допущена португальскими издателями, на время составления Е. В. Витковским антологии (и ещё в течение длительного периода после) в существовании этого гетеронима были убеждены и португальские филологи. Только недавно появились статьи португальских и других исследователей, посвящённые этому «фальшивому гетерониму». Но русский читатель и до сих пор уверен, что Куэлью Пашеку (в антологии 1989 года он назван Коэльо Пашеко) — полу-гетероним Пессоа. Так утверждают антология «Фернандо Пессоа. Лирика», все виртуальные библиотеки, где есть эта книга, литературный портал «Мир поэзии» и другие источники.

## Термин в лингвистике
Изредка термин «гетероним» используется в других значениях: так, Э. Гродзиньский предлагал называть гетеронимами межъязыковые синонимы, то есть слова разных языков, обладающие одинаковыми значениями, а А. Б. Пеньковский называет гетеронимами двусоставные антропонимы с нетождественными компонентами («Иван Петрович» — в противоположность онимам с тождественными компонентами типа «Иван Иванович», которые он предлагает называть таутонимами). В «Толковом словаре иноязычных слов» Л. П. Крысина под «гетеронимией» понимается разноимённость.